# Moropsyche chandrabuchita
Moropsyche chandrabuchita är en nattsländeart som beskrevs av Schmid 1968. Moropsyche chandrabuchita ingår i släktet Moropsyche och familjen Apataniidae. Inga underarter finns listade i Catalogue of Life.